# 362 (numero)
Trecentosessantadue (362) è il numero naturale dopo il 361 e prima del 363.

## Proprietà matematiche
- È un numero pari.
- È un numero composto con i seguenti divisori: 1, 2, 181, 362. Poiché la somma dei suoi divisori (escluso il numero stesso) è 184 < 362, è un numero difettivo.
- È un numero semiprimo.
- È un numero noncototiente.
- È un numero felice.
- È un numero palindromo nel sistema di numerazione posizionale a base 12 (262).
- È parte delle terne pitagoriche (38, 360, 362), (362, 32760, 32762).
- È un numero nontotiente (per cui la equazione φ(x) = n non ha soluzione).

## Astronomia
- 362P/(457175) 2008 GO98 è una cometa periodica del sistema solare.
- 362 Havnia è un asteroide della fascia principale del sistema solare.

## Astronautica
- Cosmos 362 è un satellite artificiale russo.